# Leucosyrinx pelagia
Leucosyrinx pelagia é uma espécie de gastrópode do gênero Leucosyrinx, pertencente a família Pseudomelatomidae.